# Delfí Mateu i Sayos
Delfí Mateu i Sayos (Barcelona, 1905-1993) va ser un executiu bancari català.

## Trajectòria
Va dedicar tota la seva activitat professional al sector bancari, amb diferents graus de responsabilitat, en entitats com Banca Marsans, el Banc Hispano Colonial i el Banc de Bilbao.
L’any 1960 es va incorporar al projecte Banca Catalana, entitat financera de la que va ser-ne el primer Director, sent el responsable de la creació de la seva estructura operativa i seleccionant l'equip humà per impulsar l’inici d’aquest projecte professional i de país.
Va ser el primer executiu de Banca Catalana fins l’any 1965, quan Raimón Carrasco i Azemar va ser incorporat com a Director General, passant a ocupar-se, com a Director General Adjunt, de tota l’operativa bancaria fins l’any 1975 que, en fer 70 anys, es va jubilar. El mateix any el van nomenar, a títol honorífic, Conseller del Grup Banca Catalana, i l’any 1982, va ser un dels 25 investigats, en la causa coneguda com a Cas Banca Catalana, que l’any 1990 l'Audiència Provincial de Barcelona va sobreseure definitivament per manca d’indicis de delicte de cap dels encausats. Va morir el 1993, als 87 anys.
El seu nom va tornar a ser d'actualitat el 27 de gener de 2015, en el marc del que s'anomena Cas Pujol, quan Jordi Pujol i Soley, davant el Jutjat d’Instrucció 31 de Barcelona va declarar que Delfí Mateu havia estat, des de l’any 1980 fins l’any 1990, l’administrador del que va anomenar la deixa del seu pare Florenci Pujol i Brugat, sense aportar cap prova documental en suport d’aquesta afirmació.

### Vida personal
Mateu va compatibilitzar la seva carrera professional bancària amb activitats esportives, culturals i artístiques. Van ser destacables, els anys 30 i 40, les seves actuacions com a tenor, formant part del Grup Amateur d’Art Líric de Barcelona, interpretant nombroses operetes i sarsueles, i actuant en espais de renom com, entre d'altres, el Teatre de Barcelona i el Teatre Principal de Palma. Després de la guerra civil espanyola també va formar part, fins a finals de la dècada dels 40, de la Companyia de Comèdia Pujol - Fornaguera que actuava amb regularitat al Coliseu Pompeia de Gràcia.
El seu fill Xavier Mateu fou conegut als anys 60 per haver guanyat un popular concurs de televisió, Un millón para el mejor.